# Người Mỹ gốc Ai Cập
Người Mỹ gốc Ai Cập là người Mỹ có tổ tiên một phần hoặc toàn bộ là người Ai Cập. Điều tra dân số Hoa Kỳ năm 2016 ước tính số người có tổ tiên Ai Cập là 256.000 người. Người Mỹ gốc Ai Cập cũng có thể bao gồm dân số Ai Cập sinh ra ở nước ngoài ở Hoa Kỳ. Cục Điều tra Dân số Hoa Kỳ ước tính vào năm 2016 rằng có 181.677 người Ai Cập sinh ra ở nước ngoài tại Hoa Kỳ. Họ đại diện cho khoảng 0,4% tổng dân số sinh ra ở nước ngoài của Hoa Kỳ với 42.194.354 người nhập cư thế hệ đầu tiên vào năm 2016.

## Lịch sử
Người Ai Cập bắt đầu di cư đến Hoa Kỳ với số lượng đáng kể vào nửa sau của thế kỷ XX. Phần lớn người Ai Cập rời bỏ đất nước của họ vì lý do kinh tế hoặc giáo dục. Tuy nhiên, nhiều người đã di cư vì họ lo ngại về những diễn biến chính trị đang xảy ra ở Ai Cập sau Cách mạng Ai Cập năm 1952. Hàng nghìn người Ai Cập, chủ yếu là người Copt, rời Ai Cập vào năm 1967 sau thất bại trong Chiến tranh Sáu ngày năm 1967. Từ năm 1967 đến 1977, hơn 15.000 người Ai Cập nhập cư vào Hoa Kỳ một mình. Kể từ sau vụ ám sát Anwar Sadat năm 1981 và hậu quả là Hosni Mubarak nhậm chức tổng thống, nền kinh tế Ai Cập đã trải qua ba thập kỷ đình trệ kinh tế đã khiến một số lượng đáng kể người Ai Cập di cư đến các nước thịnh vượng hơn, chẳng hạn như Hoa Kỳ. Bị thu hút bởi mức sống cao hơn và quyền tự do dân sự lớn hơn, người Ai Cập xa xứ có truyền thống ưa thích thường trú tại các quốc gia như Hoa Kỳ và Canada, nhưng một số lượng lớn cũng có mặt ở Úc, Ý, Vương quốc Anh, Pháp và Các quốc gia Ả Rập vịnh Ba Tư. Làn sóng đầu tiên của người Ai Cập nhập cư đến Hoa Kỳ chủ yếu là các chuyên gia có trình độ học vấn và công nhân lành nghề. Việc nhập cư của người Ai Cập vào Hoa Kỳ đã được nới lỏng hơn nữa nhờ Đạo luật Nhập cư và Quốc tịch năm 1965, cho phép một số chuyên gia nhất định, đặc biệt là các nhà khoa học, đến từ các quốc gia như Ai Cập, vốn bị hạn chế nhập cư nghiêm ngặt cho đến lúc đó phải chịu những hạn chế nhập cư nghiêm ngặt. Kết quả là, hầu hết những người Mỹ gốc Ai Cập, đặc biệt là những người Ai Cập thế hệ thứ nhất và thứ hai, có thể so sánh, trở nên có trình độ học vấn rất tốt so với toàn bộ dân số Hoa Kỳ nói chung.